# 羅索胡瓦泰茨 (庫普欽齊市鎮)
49°24′22″N 25°18′38″E / 49.40611°N 25.31056°E
羅索胡瓦捷齊（烏克蘭語：Росохуватець），是烏克蘭的村落，位於該國西部捷爾諾波爾州，由捷尔诺波尔区負責管轄，面積0.24平方公里，2001年人口477，人口密度每平方公里2,021.2人。